# Électricité et Hydraulique

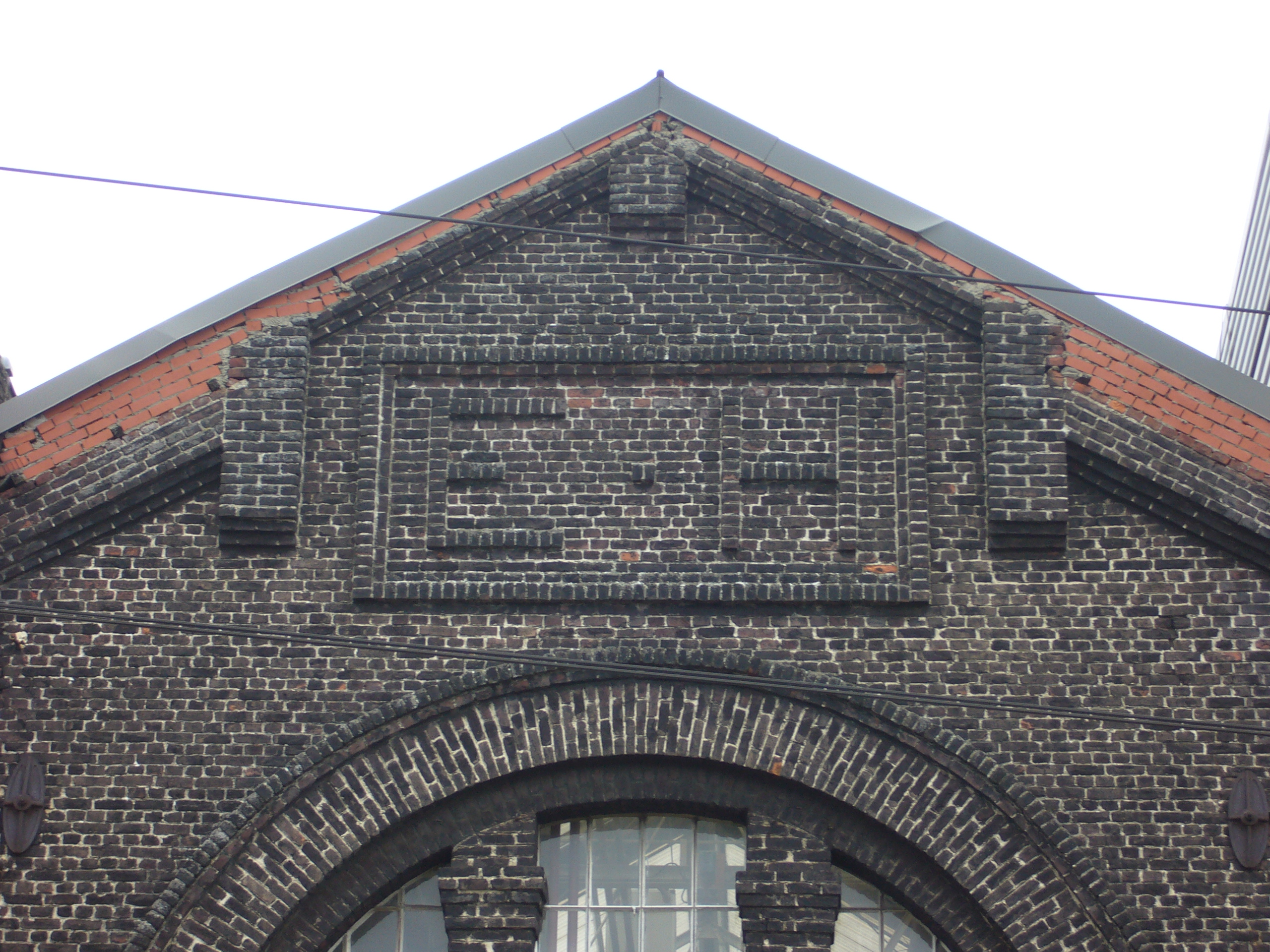
Façade côté chemin de fer portant l'inscription E-H

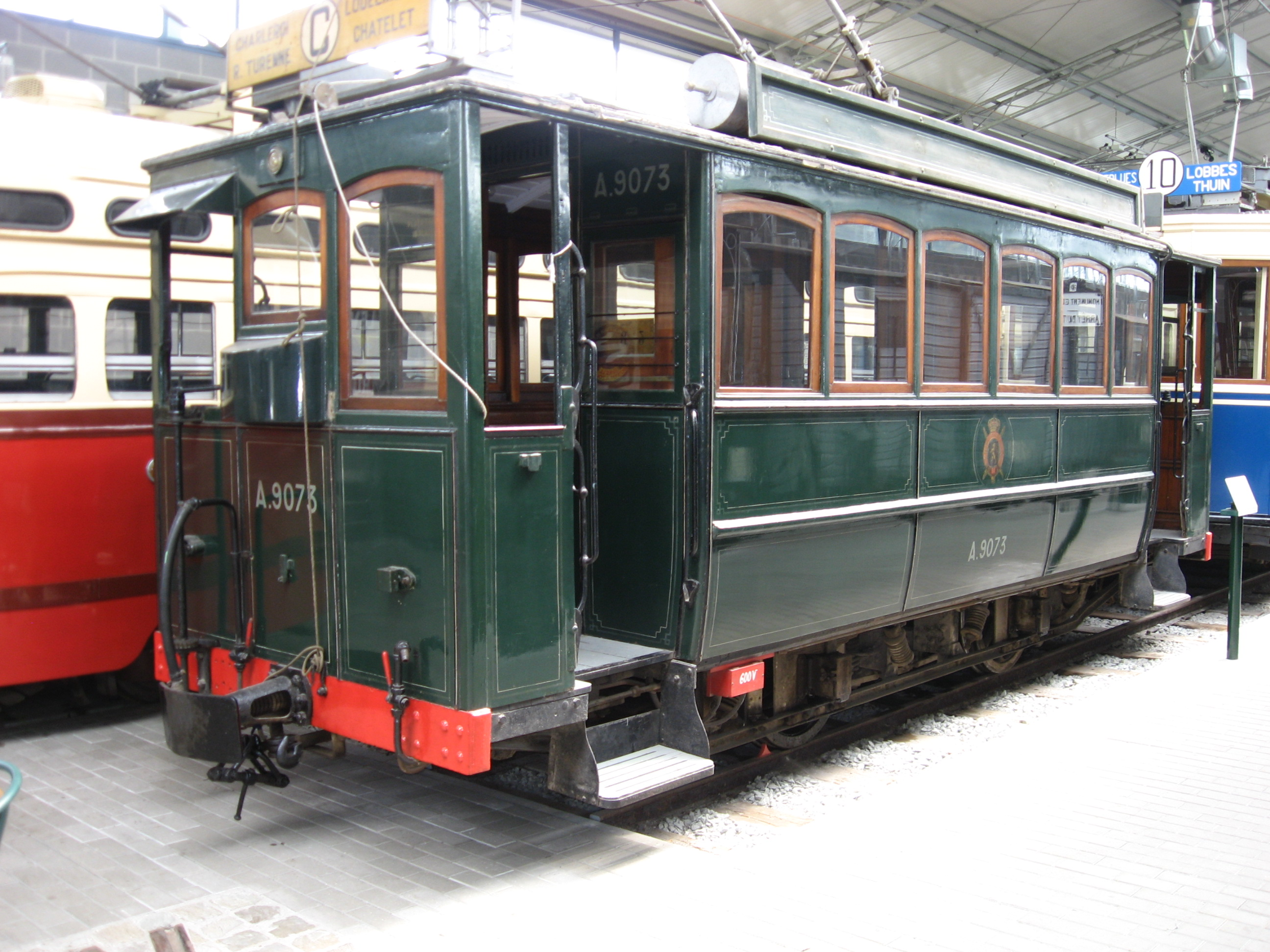
tramway construit en 1897 pour Charleroi et préservé

La Société Anonyme Électricité et Hydraulique (E&H) est fondée en Belgique à Charleroi en 1885 par Julien Dulait ingénieur. Elle disparait le 7 juillet 1904, pour devenir les Ateliers de constructions électriques de Charleroi (A.C.E.C.). Elle est alors intégrée au groupe du baron Edouard Empain.
La première usine est située à Marcinelle, en 1900 une nouvelle usine est créée à Marchienne. 

## Réalisations
La production de l'usine est liée aux travaux de l'ingénieur Julien Dulait, dans les domaines de l'hydraulique et de l'électricité. Dans le second domaine, ses applications concernent les ascenseurs, les tramways et les perforatrices.
La société réalisa l'électrification du réseau des chemins de fer sur routes d'Algérie.